# هفتوان (خنج)
هفتوان یکی از روستاهای استان فارس و شهرستان خنج و در ۱۰ کیلومتری خنج واقع است.
محصولاتش غلات و خرما است.